# 立川市市民会館
立川市市民会館（たちかわししみんかいかん）は東京都立川市にある文化施設。ネーミングライツによる愛称は「たましんRISURUホール」。2003年12月まで使用された旧名称は「アミューたちかわ」。

## 概要
1974年1月11日に開館。築年数経過による大規模改修工事のため、2013年1月から同年12月まで休館。2014年1月から立川市内に本店を置く多摩信用金庫がネーミングライツを取得し（期間は2014年1月-2024年3月。命名権料は年額1000万円、期間合計1億250万円）、2014年1月のリニューアルオープンに伴い、愛称を「たましんRISURUホール」とした。2024年3月のネーミングライツ期間満了に対し、立川市は同額の年額1000万円以上、5年間の期間（2024年4月から2029年3月まで）を条件とした命名権継続を同スポンサー事業者との間で合意し契約更新となった。このため2029年3月まで「たましんRISURUホール」の名称が立川市市民会館の愛称として引き続き用いられる。
2013年11月より、施設の指定管理者には9社で構成される「合人社計画研究所グループ」が指定されている。
市の所管部署は立川市産業文化スポーツ部地域文化課地域文化課、主な関連団体は立川市地域文化振興財団。
立川市教育委員会の立川市施設予約システムを通じて施設の予約が可能。
2023年10月時点における同施設への入居団体は、
合人社計画研究所グループ（指定管理者）、立川市産業文化スポーツ部地域文化課地域文化課、公益財団法人立川市地域文化振興財団、一般社団法人立川市勤労者福祉サービスセンター、特定非営利活動法人たちかわ多文化共生センター、特定非営利活動法人立川市レクリエーション協会、立川交通事故相談所。
同施設の隣接地には、同指定管理者が管理運営する「立川市子ども未来センター」がある。

## 施設

### 施設の目的
市民に音楽・演劇等文化創造の場所を提供するとともに、優れた芸術文化を鑑賞する機会を設けることにより、文化の振興と福祉の増進に資することを目的に建設。

#### 大ホール
ピアノリサイタルなどのクラシックコンサート、古典芸能、ミュージカルなどのスペース。演劇会、発表会、吹奏楽やオーケストラの練習の場として利用可能。グランドピアノに関しては、スタインウェイ、ベーゼンドルファー、ヤマハの3種類から選べるのが特徴で、これは都内でも数少ない。座席数は1201席（1階席：771席・車椅子スペース：14席・2階席：416席）。

#### 小ホール
コンサート、ピアノ発表会、小演劇、講演会などの催し物に適したスペース。音楽教室の発表会などの利用にも可能。（246席）

#### 展示室
絵画等の展覧会、商品展示会、演劇の練習場としても利用可能。（収容定員：100名・床面積：282㎡）

#### サブホール
会議や催し物後の打ち上げなどのパーティーに最適。オーディオセットやマイク（別料金）を完備し、簡易防音になっている。また会議室としてのご利用も可能。会社説明会、研修など様々なかたちで利用可能。（収容定員：78名・床面積：140㎡）

#### ギャラリー
絵画等の展覧会のほか、簡易な催し物会場としても使用可能。ミニキッチンを装備。（収容定員：70・床面積：124㎡）

##### 会議室（第1〜第7）
定員が18名〜90名までの部屋が7部屋ある。打ち合わせ、サークル活動、研修など様々な活動に利用可能。

### 指定管理者
合人社計画研究所グループ
- 株式会社合人社計画研究所（代表企業）
- 清水建設株式会社
- 株式会社佐藤総合計画
- 株式会社共立
- 特定非営利活動法人ワーカーズコープ
- 街制作室株式会社
- 株式会社studio-L
- 株式会社ムービック・プロモートサービス
- 株式会社壽屋

## 交通アクセス
- JR中央線立川駅南口より13分。
- JR南武線西国立駅より7分。
- 多摩モノレール立川南駅より12分。
- 立川バス『立川駅南口』より、15-2系統『国立駅南口』行きに乗車、「たましんRISURUホール」下車。
- 立川バス『国立駅南口』より、15-2系統『立川駅南口』行きに乗車、「たましんRISURUホール」下車。